# Абатство Пралья
Абатство Пралья (італ. Abbazia di Praglia) — бенедиктинський монастир у муніципалітеті Теоло, провінція Падуя, Італія. Розташований у підніжжі пагорба Лондзіна (в 12 км від Падуї). Заснований графською родиною Мальтраверсо на початку XII століття.
При абатстві діє центр реставрації книг, один із найсучасніших в Італії, що займається порятунком цінних рукописів, що постраждали в результаті повені у Флоренції у листопаді 1966 року. Абатом Пральї є дом Норберто Вілла, а спільнота нараховує бл. 50 монахів. В 1954 році головний храм абатства Санта-Марія-Асунта був піднесений папою Пієм ХІІ до гідності малої базиліки.

## Історія
Заснований як Санта-Марія-ді-Праталея («на галявині») у підніжжя пагорба Лондзіна або делле Аре (в 12 км від Падуї по віа-Теоло) графською родиною Мальтраверсо на самому початку XII століття. На прохання абата Ісільберто Таді папа Римський Калікст II об'єднав Санта-Марія-ді-Пралья впливовим абатством Сан-Бенедетто-По, під чиєю егідою (1123) і духовним патронатом евганеський монастир продовжував процвітати. Феодали, єпископи, імператори і римські папи століттями збільшували земельну власність монастиря Санта-Марія-ді-Пралья, який став великим феодальним володінням. Важка демографічна і духовна криза другої половини XIV століття — загальна для всієї Європи — стала причиною занепаду монастиря Пралья, але у 1448 році він був об'єднаний із Сан-Бенедетто-По, у реформовану бенедиктинську Конгрегацію Св. Юстини, що фактично знову відродило старе абатство. У 1460 році розпочалася повна реконструкція церкви і монастиря, і лише квадратна середньовічна дзвіниця залишилася без змін.
1810 абатство було скасоване і знову відроджене 1834 за австрійського імператора Франца ІІ; знову припинила діяльність 1867, аж поки 1904 року не було остаточно передане в користування бенедиктинцям. 

## Опис

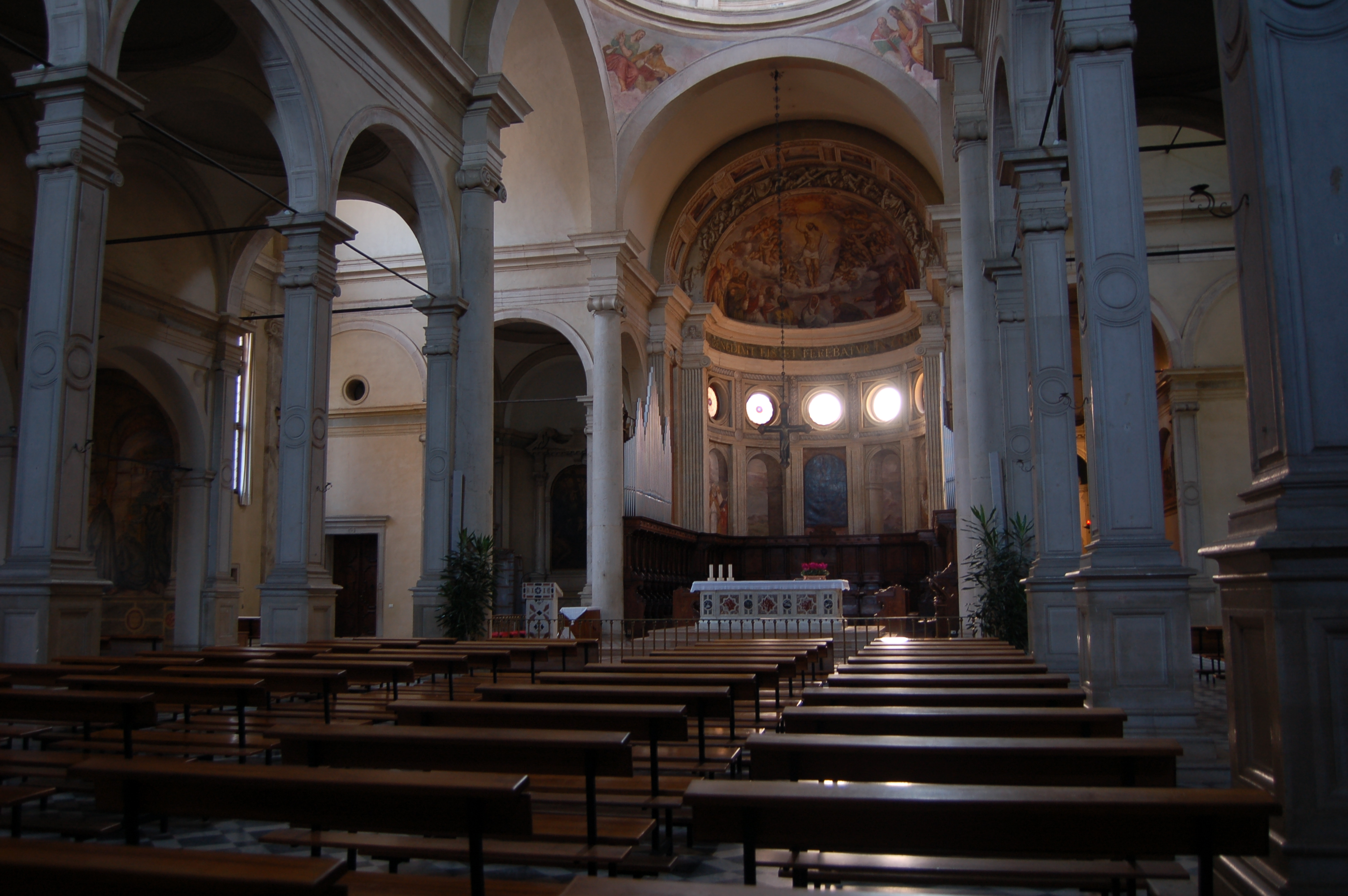
Інтер'єр церкви Санта-Марія-Ассунта

Головним архітектором при відновленні будівель Пральї був Тулліо Ломбардо (1455–1532), якому належить проект базиліки (1490), величної будівлі на високій терасі. Строгість церковного подвір'я і пізньоальбертинського фасаду контрастує з інтер'єром базиліки, де пілястри підтримують широкі бокові арки нефів: центральний неф вкритий єдиним бочарним склепінням (див. базиліку Сант-Андреа у Мантуї), а бічні нефи — рядом невеликих глухих куполів. Над середохрестям піднімається високий купол із декоративним барабаном, розписаним фресками Джованні Баттістою Дзелотті (1526–1578) приблизно у 1550 році. Тулліо Ломбардо звів також висячий внутрішній дворик, легку інтерпритацію альбертинського стилю: успішним є задум панорамної лоджії. Під висячим внутрішнім двориком знаходиться монументальна трапезна, світла і простора, із різьбленими дерев'яними сидіннями XVIII століття із високими спинками і повчальними висловами. Великий подвійний внутрішній дворик (на сході), розпочатий у 1460 році — став початком відродження абатства у період Ренесансу.